# Укрсоцбанк
UniCredit Bank (Україна) — колишній український банк з іноземними інвестиціями, до складу якого входили АКБ «Укрсоцбанк» (1990 —) та ПАТ «УніКредит Банк» (1997–2014) що діяв на ринку України під єдиним брендом з 2014 по 2016 роки. За розмірами активів та часткою на роздрібному ринку банк входив до десятки найбільших банків України з найбільшим іноземним капіталом та входив до міжнародної групи UniCredit.
Станом на 1 січня 2014 року загальні активи банку становили 43,057 млрд грн.
Відзначився на ринку України складним процесом зі злиття та поглинання — утворившись як представництво польського BankPKO у Луцьку, був перейменуваний, а згодом поглинув німецький HVB Bank (2008) (який, у свою чергу, поглинув Bank Austria Creditanstalt) та український Укрсоцбанк (2011). У жовтні (2016) фінансова установа ПАТ «Укрсоцбанк», як і Альфа-Банк Україна, увійшла до ABH Holdings S.A. (ABHH) — приватної інвестиційної холдингової компанія зі штаб-квартирою в Люксембурзі.
15 жовтня 2019, Укрсоцбанк був приєднаний до Альфа-Банку Україна.

## Акціонери та керівництво

### Керівництво
Керівниками банку були:
- 1990—2001 — Микола Нос[6];
- 2001—2013 — Борис Тимонькін;
- з 2013 — Граціано Камелі[7];
- з 2015 р. — Савощенко Тамара Юріївна[8][9][10].

## Організаційна структура
Організаційна структура (мережа) ПАТ «УніКредит Банк» була визначена статутом банку й складалаться з головного офісу в м. Києві, філій, відділень та представництв. ПАТ «Укрсоцбанк» зі своїми філіями, відділеннями є єдиною системою. Філії та відділення не є юридичними особами й здійснюють свою діяльність від імені банку відповідно до положень про філії та відділення й відповідно до наданих довіреностей.
Банк здійснює свою діяльність у всіх регіонах України, маючи станом на 2016 рік 237 роздрібних відділень.

## Історія

### Історія Укрсоцбанку (1990–)
- Жовтень 1990 року — Заснований АКБ «Укрсоцбанк» як відкрите акціонерне товариство на базі Української республіканської контори «Житлосоцбанку» та зареєстрований в Держбанку СРСР.
- Вересень 1991 року — перереєстровано статут АКБ «Укрсоцбанк». Отримано ліцензію № 5 Національного банку України на право здійснення банківських операцій.
- 1992 рік — Ліцензія міністерства Фінансів України № 5 надає АКБ «Укрсоцбанк» право здійснювати діяльність з випуску та обігу цінних паперів. АКБ «Укрсоцбанк» увійшов до членів Асоціації українських банків та став членом Української Міжбанківської Валютної біржі.
- 1993 рік — АКБ «Укрсоцбанк» прийнятий до членів Товариства всесвітніх міжбанківських фінансових комунікацій (S.W.I.F.T.)
- 1995 рік — підписано контракт з компанією «Reuters» на впровадження системи Reuters — Dealing.
- 1996 рік — АБК «Укрсоцбанк» стає членом Ліги Великих банків України та Асоціації Українських банків.
- 1997 рік — Підписана угода щодо співробітництва з компанією Western Union. АКБ «Укрсоцбанк» набув статус асоційованого члена VISA International.
- 1999 рік — АКБ «Укрсоцбанк» одержав ліцензію НБУ на здійснення операцій з банківськими металами на валютному ринку України. Також АКБ «Укрсоцбанк» одержав дозвіл Державної комісії з цінних паперів та фондового ринку на здійснення професійної депозитарної діяльності зберігача цінних паперів. АКБ «Укрсоцбанк» став членом Фонду гарантування вкладів фізичних осіб.
- 2000 — АКБ «Укрсоцбанк» став афілійованим членом МПС Europay Int.. 2001 рік — підвищено статус АКБ «Укрсоцбанк» до принципового члена VISA International.
- 2001 — АКБ «Укрсоцбанк» присуджено нагороду «Банк року 2001» в Україні, яка надається найавторитетнішим банківським журналом «The Banker» (The Financial Times group). В цей час тут провідним дилером працює Сергій Горбачевський, майбутній власник DV Bank.

- 2002 — АКБ «Укрсоцбанк» створив власний процесинговий центр, що дозволяє самостійно емітувати пластикові картки основних міжнародних платіжних систем VISA i Europay. АКБ «Укрсоцбанк» став членом Europay та одержав статус банку-учасника в обслуговуванні кредитної лінії ЄБРР (МСП-2). Крім того, АКБ «Укрсоцбанк» розпочав надавати населенню послуги з операцій на світовому валютному ринку через програму електронної торгівлі "Дилінговий центр АКБ «Укрсоцбанк».
- 2003 рік — АКБ «Укрсоцбанк» отримав статус принципового члена Master Card Int.
- 2004 — АКБ «Укрсоцбанк» став першим банком в Україні — членом найбільшої в світі факторингової асоціації Factors Chain International (FCI). АКБ «Укрсоцбанк» розпочав співпрацю з Державним Фондом сприяння молодіжному житловому будівництву за програмою часткової компенсації відсоткової ставки за кредитами комерційних банків молодим сім'ям та одиноким молодим громадянам на будівництво та придбання (реконструкцію) житла.
- 2005 — АКБ «Укрсоцбанк» увійшов до п'ятірки українських банків, що емітували найбільшу кількість карток MasterCard i Visa (за даними Української міжбанківської асоціації членів платіжних систем «EMA»). АКБ «Укрсоцбанк» увійшов до трійки банків-лідерів з кредитування фізичних осіб за рейтингом «Ділового журналу» — «Іпотека-2005». АКБ «Укрсоцбанк» відзначений подякою Державного казначейства України. АКБ «Укрсоцбанк» став абсолютним лідером за кількістю згадувань в Інтернет-ЗМІ. АКБ «Укрсоцбанк» став одним з переможців конкурсу з відбору банків, які обслуговують підприємства бюджетної сфери.
- 2006 — Об'єднана банкоматна мережа АКБ «Укрсоцбанк» i його партнерів перевищила 2000 банкоматів. АКБ «Укрсоцбанк» відкрив перший центр самообслуговування клієнтів. Standard & Poor's підвищило довгостроковий кредитний рейтинг контрагента українського АКБ «Укрсоцбанк» (УСБ) з «В-» до «В», а його короткостроковий кредитний рейтинг контрагента — з «С» до «В». АКБ «Укрсоцбанк» завершив процедуру реєстрації додаткової емісії акцій на 300 млн грн. i збільшив статутний капітал до 370 млн грн. У червні обсяги кредитних портфелів фізичних та юридичних осіб АКБ «Укрсоцбанк» зрівнялися. АКБ «Укрсоцбанк» одержав дозвіл на здійснення обслуговування карток платіжної системи MasterCard у торгово-сервісній мережі.
- 2007 рік — АКБ «Укрсоцбанк» увійшов до ТОП-3 банків-переможців у номінації «Банк року-2007» конкурсу «MasterCard Банк року». Об'єднана банкоматна мережа АКБ «Укрсоцбанк» та банків-партнерів стала найбільшою в Україні — більш як 5,5 тис. банкоматів. АКБ «Укрсоцбанк», за даними рейтингу журналу «Кореспондент», увійшов до трійки найкращих банків-роботодавців. АКБ «Укрсоцбанк» за підсумками першого півріччя 2007 року піднявся на друге місце в іпотечному рейтингу українських банків (частка на ринку іпотечного кредитування — 15,39 %). АКБ «Укрсоцбанк» включено до першого в Україні Довідника соціально відповідальних компаній, підготовленого в рамках ініціативи Глобального договору ООН. АКБ «Укрсоцбанк» за підсумками першого півріччя 2007 року став лідером за темпами зростання чистих активів (+38,5 %). АКБ «Укрсоцбанк» став учасником торгово-інформаційної системи «Перспектива» i членом саморегулівної організації «Регіональний фондовий союз». АКБ «Укрсоцбанк» за підсумками першого кварталу 2007 року ввійшов до ТОП-3 рейтингу реєстраторів асоціації ПАРД. АКБ «Укрсоцбанк» увійшов до ТОП-5 банків-лідерів з випуску платіжних карток. АКБ «Укрсоцбанк» визнано абсолютним лідером рейтингу найбільш зручних для бізнесу банків, складеного журналом «Діловий». АКБ «Укрсоцбанк» визнано банком з найкращими умовами випуску й обслуговування платіжних карток. АКБ «Укрсоцбанк» випустив єврооблігації на суму 400 млн доларів США, емітував більш як 2 млн платіжних карток. АКБ «Укрсоцбанк» визнано найкращим споживчим банком України в 2006 році.
- 2008 рік — У січні UniCredit Bank Austria AG завершив купівлю контрольного пакета акцій АКБ «Укрсоцбанк» у Віктора Пінчука. Банк став частиною UniCredit Group. АКБ «Укрсоцбанк» названо найпублічнішим банком України. АКБ «Укрсоцбанк» відповідно до рейтингу журналу «Експерт» одержав найвищий рейтинг надійності. АКБ «Укрсоцбанк» увійшов до ТОП-4 найдорожчих банківських брендів за версією рейтингу «Гвардія». АКБ «Укрсоцбанк» став абсолютним лідером серед українських банків за обсягами коштів юридичних осіб на поточних рахунках. АКБ «Укрсоцбанк» згідно з рейтингом журналу «Контракти» увійшов до ТОП-3 найнадійніших українських банків. АКБ «Укрсоцбанк» за версією ТОП-100 увійшов до складу ТОП-10 найбільш капіталізованих українських компаній.
- 2009 рік — АКБ «Укрсоцбанк» визнано переможцем у номінації «Найкращий банк в Україні» від авторитетного міжнародного видання The Banker. АКБ «Укрсоцбанк» увійшов до ТОП-6 найбільш інформаційно прозорих українських банків. АКБ «Укрсоцбанк» став переможцем конкурсу «Банк року — 2009» у номінації «Найкращий банк для студентства» за версією журналу «Банкиръ». За підсумками конкурсу «Euromoney Cash Management Poll-2009» видання Euromoney, Укрсоцбанк та UniCredit Group отримали високі позиції в рейтингу найкращих банків у сфері послуг Cash Management в Україні та ЦСЄ. АКБ «Укрсоцбанк» увійшов до ТОП-10 наднадійних банків України за версією журналу «Личный счет». АКБ «Укрсоцбанк» увійшов до ТОП-5 найдорожчих корпоративних брендів України у фінансовому секторі за версією «Гвардія». АКБ «Укрсоцбанк» увійшов до авторитетного рейтингу міжнародної організації факторингу FCI. АКБ «Укрсоцбанк» — один із найнадійніших українських банків, згідно з дослідженням компанії «Дагда». АКБ «Укрсоцбанк» став абсолютним лідером серед банків, що надають послуги факторингу. В АКБ «Укрсоцбанк» реалізується проект створення семи макрорегіональних центрів на базі 27 філій. АКБ «Укрсоцбанк» став одним із двох українських банків, що увійшли у ТОП-500 найбільших світових фінансових компаній за вартістю бренду, складений агентством Brand Finance.
- 2010 рік — 14 червня 2010 змінено найменування банку на Публічне акціонерне товариство «Укрсоцбанк». ПАТ «Укрсоцбанк» — один з перших банків в Україні, що розпочав звітувати відповідно до стандартів Базель II. ПАТ «Укрсоцбанк» увійшов до ТОП-8 банків з найбільш позитивною динамікою збільшення капіталу в 2009 році за результатами дослідження журналу WEEKLY UA. ПАТ «Укрсоцбанк» погасив єврооблігації на $ 400 млн. ПАТ «Укрсоцбанк», згідно з дослідженням журналу «Експерт», увійшов у групу найнадійніших банків України за результатами 2009 року. ПАТ «Укрсоцбанк» увійшов до ТОП-6 рейтингу наднадійних банків за версією журналу «Личный счет». Система грошових переказів ПАТ «Укрсоцбанк» СОФТ увійшла до ТОП-3 за кількістю грошових переказів за результатами 2009 року.
- 2011 рік — Укрсоцбанк починає здійснювати операції виключно під брендом Unicredit Bank. В той же час, в Україні група UniCredit продовжує бути представленою двома окремими юридичними фінансовими організаціями ПАТ «Укрсоцбанк» та ПАТ «Унікредит Банк».
- 2013 рік — ПАТ Укрсоцбанк та ПАТ «Унікредит Банк» юридично об'єднано в один банк із назвою Unicredit Bank (Україна)[7].
- 2016 рік — 13 жовтня підписано угоду з передачі 99,9 % акцій ПАТ «Укрсоцбанк» від UniCredit Group до російської Альфа-груп. (АВНН) в обмін на міноритарну частку власності в ABHH у розмірі 9,9 %.
- 1 березня 2019 банк припинив обслуговування власних платіжних карток.
- 24 жовтня 2019-го НБУ відкликав банківську ліцензію Укрсоцбанку, виключивши його з державних реєстрів. Правонаступником активів та зовов'язань банку з 15 жовтня стало українське представництво російського Альфа-Банку[11].

### Історія Банк Pekao Україна (1997—2006)
- 1997 рік — група UniCredit створило «Банк Пекао України» в Луцьку. Цей банк став першим в Україні банком зі 100%-м польським капіталом.
- червень 2006 року — «Банк Pekao Україна» змінює своє найменування на «UniCredit Bank Україна».

### Історія Unicredit Bank (Україна) (2006—2016)

UniCredit Group

- вересень 2007 року — «UniCredit Bank Україна» успішно завершує злиття з «HVB Банк Україна» відповідно до Стратегії інтеграції групи UniCredit в країнах ЦСЄ.
- вересень 2011 рік — «UniCredit Bank Україна» успішно завершує злиття з «Укрсоцбанк» відповідно до Стратегії інтеграції групи UniCredit в країнах ЦСЄ.
- 2013 рік — UniCredit Bank (Україна) виступає генеральним спонсором фестивалю «Дні Італії в Україні», організатором якого є Торгово-промислова палата Італії в Україні. Директор департаменту міжнародних клієнтів UniCredit Bank Роберто Поляк разом з Надзвичайним та Повноважним послом Італійської Республіки в Україні Фабріціо Романо прибули на відкриття фестивалю «Дні Італії в Україні».
- серпень 2015 р. — розпочалися переговори між UniCredit Group і Alfa Group щодо продажу ПАТ «Укрсоцбанк» останній.[12][13][14][15][16][17]
- січень 2016 р. — досягнуто домовленості між UniCredit Group і Alfa Group про передачу «Укрсоцбанку» до російського холдингу Alfa Group («ABHH»). Закриття оборудки планується в 2016 р.[18][19][20][21][22][23][24][25] Після завершення угоди планується заміна бренду — найімовірнше, на старий («Укрсоцбанк»).[26][27]

Станом на за 4 квартал 2012 року (станом на 01.01.2013):
- кредитний портфель — 23.688 млрд грн.;
- активи — 38.829 млрд грн.;
- обсяг коштів юридичних осіб на строкових і поточних рахунках — 6.725 млрд грн.;
- обсяг коштів фізичних осіб —11.644 млрд грн.;
- капітал — 7.657 млрд грн.;
- чистий прибуток Банку — 1.873 млн грн.

### Альфа-Банк
У жовтні 2016 року холдингова компанія ABH Holdings SA, що володіє «Альфа-Банком», і UniCredit Group оголосили про завершення операції з передачі 99,9 % «Укрсоцбанку», активу UCG в Україні, в обмін на міноритарну частку володіння в ABHH у розмірі 9,9 %.
З 2016 до жовтня 2019 року група ABHH проводила консолідацію активів в Україні (Альфа-Банк і Укрсоцбанк), що призвело до створення найбільшого приватного банку країни.
Національний банк 12 вересня 2019 надав дозвіл Альфа-Банку і Укрсоцбанку на реорганізацію шляхом приєднання Укрсоцбанку до Альфа-Банку за спрощеною процедурою.
25 жовтня 2019 НБУ відкликав ліцензію та виключив «Укрсоцбанк» із держреєстру банків.

## Основні напрямки діяльності
- Роздрібний бізнес.
- Корпоративний бізнес.
- Фінансово-інституціональний бізнес.

## Спеціалізовані напрямки
- Інвестиційно-будівельна програма Укрсоцбанку, виділена в окремий напрямок Укрсоцбуд.[30]
- Управління активами, фінансовий консалтинг, адміністрування НПФ.

## Членство банку
- Асоціація «Укрсвіфт»
- Асоціація українських банків
- Будівельна палата України
- Глобальний договір ООН
- Європейська бізнес асоціація
- Клуб банкірів
- Кримська фондова біржа
- Міжнародна факторингова асоціація Factors Chain International
- Міжрегіональний фондовий союз
- Перша фондова торговельна система
- Представництво американської торговельної палати в Україні
- Професійна асоціація реєстраторів і депозитаріїв
- Саморегулівна організація «Регіональний фондовий союз»
- Торгово-інформаційна система «Перспектива»
- Торгово-промислова палата Італії в Україні
- Українська міжбанківська асоціація членів платіжних систем «ЕМА»
- Українська міжбанківська валютна біржа
- Українська національна іпотечна асоціація
- Український кредитно-банківський союз
- Українська фондова біржа
- Фонд гарантування вкладів фізичних осіб
- Фондова біржа «ІННЕКС»
- Master Card Europe
- Visa International Service Association
- Visa International Service Association CEMEA
- Western Union

## Структура власництва

### 2013
Станом на 1 січня 2013 року структура власності є наступною:
| Власник Акцій              | Власник звичайних акцій | Відсоток економічних прав |
| UniCredit S.p.A.           | ?                       | 99,996 %                  |
| Міноритарні власники акцій | ?                       | 0.004 %                   |
| Загалом                    | ?                       | 100 %                     |

### 2016
Станом на 1 січня 2016 р., найбільшими акціонерами були:
- UniCredit S.p.A.: сукупно 99.81 % — прямо 8.44 %, опосередковано:
  -  UniCredit Bank Austria AG: 91.37 %.

31 жовтня 2016 року ABH Holdings S. A. (ABHH), яка опосередковано володіє 100 % акцій Альфа-Банку Україна (через холдингову компанію ABH Ukraine Limited (ABHU)) та UniCredit Group (UCG) оголосили про завершення операції з передачі 99,9 % Укрсоцбанку, активу UCG в Україні, в обмін на миноритарну частку володіння в ABHH у розмірі 9,9 %.

### 2019
Станом на 1 квітня 2019 року, ABH Holdings S.A. володіє 100 % акцій.